# Alexander Acosta
Rene Alexander Acosta (Miami, 16 de janeiro de 1969) é um advogado e político americano, que atuou como 27.º Secretário do Trabalho dos Estados Unidos de 2017 a 2019 e é conhecido por seu papel instrumental na organização de uma delação premiada com Jeffrey Epstein O presidente Donald Trump nomeou Acosta para Secretário do Trabalho em 16 de fevereiro de 2017 e foi confirmado pelo Senado dos EUA em 27 de abril de 2017.
Membro do Partido Republicano, foi nomeado pelo presidente George W. Bush para o Conselho Nacional de Relações Trabalhistas e, posteriormente, atuou como procurador-geral adjunto de direitos civis e procurador dos Estados Unidos no Distrito Sul da Flórida. Ele é ex-reitor da Faculdade de Direito da Universidade Internacional da Flórida.
Em 2007-2008, como advogado dos EUA, Acosta aprovou uma delação premiada que permitia que o líder do tráfico de seres humanos Jeffrey Epstein se declarasse culpado de uma única acusação estadual de solicitação em troca de um acordo federal de não acusação. Após a prisão de Epstein em julho de 2019 por acusações de tráfico sexual, Acosta enfrentou críticas renovadas e mais duras por seu papel no acordo de não acusação de 2008, assim como pede sua renúncia; ele renunciou em 19 de julho e foi substituído por Eugene Scalia.

## Contexto
Acosta é o único filho de refugiados cubanos. Ele é natural de Miami, Flórida, onde frequentou as Escolas Gulliver. Acosta recebeu um bacharel em economia pela Harvard College em 1990 e um Juris Doctor cum laude pela Harvard Law School 1994. Ele é o primeiro membro de sua família a se formar na faculdade.
Após a faculdade de direito, Acosta atuou como funcionário jurídico de Samuel Alito, então juiz do Tribunal de Apelações do Terceiro Circuito dos Estados Unidos, de 1994 a 1995. Acosta trabalhou no escritório de advocacia Kirkland & Ellis em Washington, D.C., onde se especializou em questões trabalhistas. Enquanto estava em Washington, Acosta ministrou aulas sobre direito do trabalho, capacitismo e direitos políticos na Faculdade de Direito da Universidade George Mason.
Em 31 de dezembro de 2013, Acosta se tornou o novo presidente do U.S. Century Bank, o maior banco comunitário hispânico de propriedade doméstica na Flórida e um dos quinze maiores bancos comunitários hispânicos do país. Durante seu mandato como presidente, o U.S. Century Bank teve seu primeiro lucro no final do ano desde o início da Grande Recessão. Acosta era membro do Conselho de Administração das Escolas Gulliver, onde serviu um mandato anterior como presidente do conselho.